# Palais Chauvet

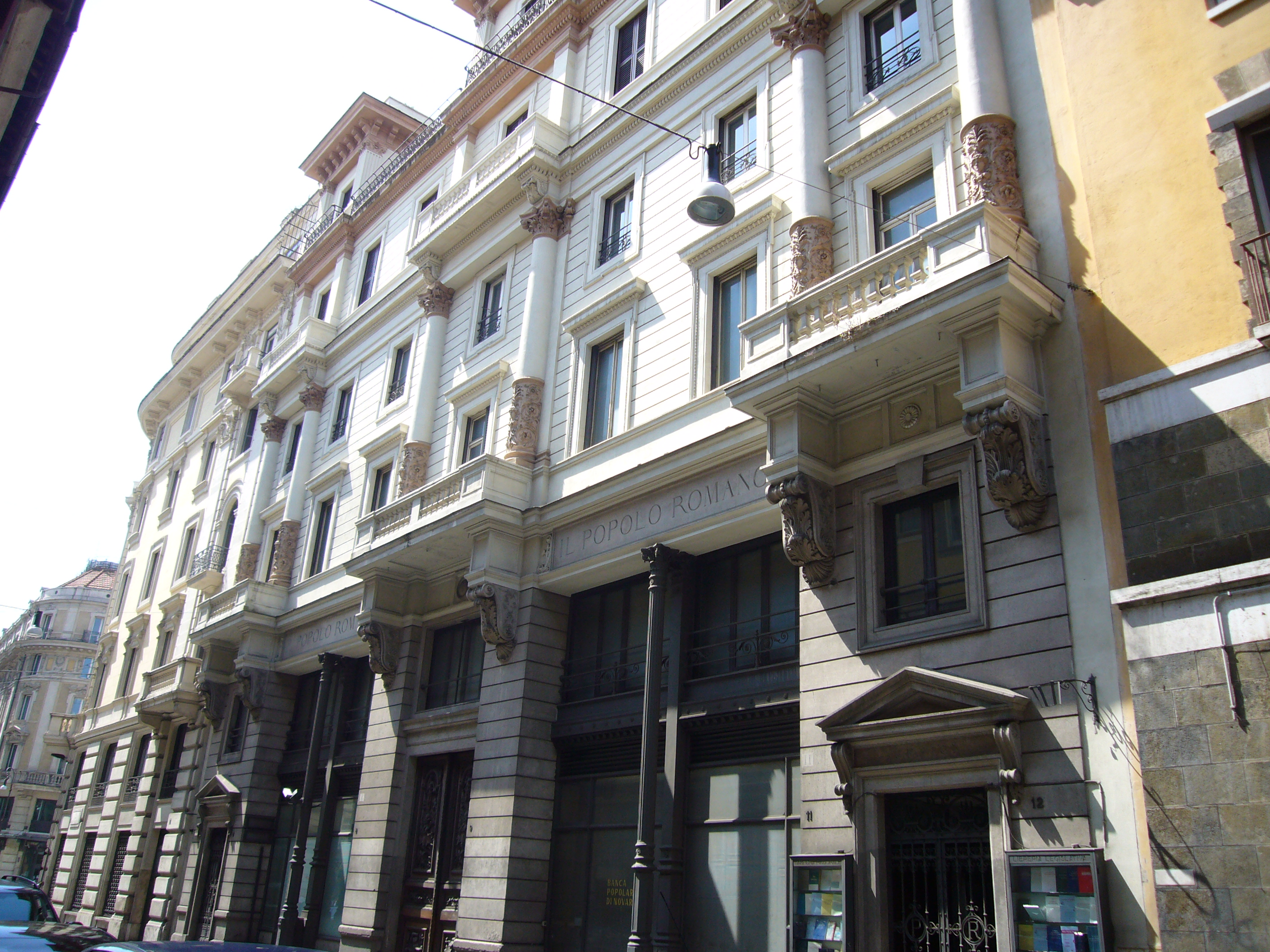
Façade du palais.

Le Palais Chauvet est un palais rationaliste situé Via dei Due Macelli, dans le rione Colonna de Rome. 

## Histoire
Le palais a été construit en 1886/1887 par l'architecte Giulio De Angelis, considéré comme une expression de l'architecture en fer et l'une des premières manifestations du rationalisme. Le bâtiment abritait le magazine Cronaca Bizantina, fondé par Angelo Sommaruga, chargé de raviver l’intérêt pour la littérature italienne à la fin du XIXe siècle. Y travaillèrent Giosuè Carducci, Luigi Capuana, Edmondo De Amicis, Giovanni Verga, Cesare Pascarella, Giovanni Pascoli et beaucoup d'autres. Le titre de la publication révélait le contenu du magazine, qui était contre la classe dirigeante de la nouvelle capitale du royaume d'Italie. Le bâtiment abritait également le Domenica Letteraria , commandé par Ferdinando Martini.  Dans le palais apparaît deux fois écrit « Il Popolo Romano », un journal basé ici pendant quelques décennies et qui a été dirigé à la fin de 1918 par le journaliste Costanzo Chauvet (qui a donné son nom à l'édifice).